# Cesó Duïli Llong
Cesó Duïli Llong (en llatí: Kaeso Duilius Longus) va ser un magistrat romà. Formava part de la gens Duília, una antiga gens romana d'origen plebeu.
Va ser elegit decemvir juntament amb altres dos plebeus l'any 450 aC. En aquell any va esclatar la guerra contra els sabins i els eques i Duili i quatre dels seus col·legues van ser enviats al Mont Àlgid contra els eques.
Després de l'abolició del decemvirat, i quan alguns decemvirs ja havien estat castigats, Duili es va escapar i va marxar a un exili voluntari. Les seves propietats, així com les de tots els antics decemvirs, van ser venudes públicament pels qüestors.